# Neil Chotem
Neil Chotem est un pianiste, compositeur, arrangeur et chef d'orchestre canadien, né le 9 septembre 1920 à Saskatoon, en Saskatchewan, de parents russes. Il meurt à Greenfield Park le 21 février 2008. Il a vécu une grande partie de sa vie à Montréal.
Il participe à deux tournée Jeunesses Musicales Canada, l'une en 1950-1951 et l'autre en 1959-1960.
Il est une figure majeure de l'album L'Heptade, du groupe québécois Harmonium, écrivant et dirigeant des introductions classiques aux chansons de l'album. En plus de former un orchestre de jazz, il travaille au cours de sa carrière avec de nombreux artistes : Renée Claude, Lucille Dumont, Monique Leyrac, Paul Piché, Michel Rivard, Marie-Claire Séguin, entre autres. 
En 1979, il sort l'album Live au El Casino sur lequel il joue le piano et le synthétiseur Polyphonique Yamaha accompagné des membres d'Harmonium; Serge Fiori aux guitares acoustique et électrique ainsi qu'au chant, Louis Valois à la basse électrique et fretless, Monique Fauteux au piano électrique Fender Rhodes, aux synthétiseurs Mini Moog et Korg et au chant, Libert Subirana à la flûte traversière et au saxophone, Denis Farmer à la batterie. Marie-Claire Séguin est aussi de la soirée au chant. On y retrouve des musiques de Chopin, Rachmaninov, Schumann ainsi que 3 pièces signées Chotem, dont la chanson Blues d'hiver, qui contient un texte de Serge Fiori, et Légende du Mont-Rouge, écrite conjointement par Monique Fauteux, Louis Valois et Neil Chotem toujours sur des paroles de Fiori.
Il compose la musique pour les séries télévisuelles Pépinot et Capucine et Pépinot. 
Françoise Riopelle fut sa conjointe pendant 40 ans.

## Discographie
- 1956 : Canadian Regimental Marches - CBC Radio-Canada [3]
- 1967 : Neil Chotem / Marcel Lévèque / Paul de Margerie – 3 - 12 - Select [4]
- 1968 : Charbonneau and Le Chef - CBC Radio-Canada - 2 Disques vinyles[5]
- 1968  : Neil Chotem and his Orchestra - CBC Radio Canada [6]
- 1969 : Plays The Songs Of Gordon Lightfoot - Apex [7]
- 1973 : Gordon Lightfoot Instrumental Songbook - Kapp Records [8]
- 1974 : Themes & Melodies Volume 1 - Celeste [9]
- 1975 : Themes & Melodies Volume 2 - Celeste [10]
- 1978 : Vers L'infini - Kébek Disc [11]
- 1979 : Live Au El Casino avec Harmonium (non crédité) - CBS [12]
- ??   : Portrait Musical CAPAC - CAPAC [13]

Avec Harmonium :
- 1976 : L'Heptade